# Cyclosa tropica
Cyclosa tropica is een spinnensoort uit de familie wielwebspinnen (Araneidae).
De wetenschappelijke naam van de soort werd in 1998 gepubliceerd door Vivekanand Biswas & Dinendra Raychaudhuri.